# تطور المتع البشرية
تطور المتع البشرية (بالفرنسية: Une histoire des plaisirs humains)‏؛ كتاب للطبيب والباحث في مجال علم النفس شارل كورنريخ، صدر في العام 2011، ويُقدّم تحليلًا مفصلًا للمتعة بدءا من تاريخ وكيفية نشوئها مرورًا بأنواعها.

## تطور المتع البشرية رغبات وقيود
يقدم شارل كورنريخ الطبيب والباحث في مجال علم النفس في كتابه تطور المتع البشرية تحليلا مفصلا للمتعة بدءا من تاريخ وكيفية نشوئها مرورا بأنواعها، وانتهاءا بتوازنات المتعة واختلالها، حيث يحتوي الكتاب على ستة فصول: المتعة عموما، ومتعة الغذاء، ومتعة تربية الأطفال، ومتعة التعاون والاستهلاك والتنافس، ومتعة الجنس، وأخيرا توازنات المتعة واختلالها.ويحتوي كل فصل من هذه الفصول على تاريخ عام للموضوع، وتحولاته في السياق البشري العام والعوامل المؤثرة فيه، يراوح في ذلك بين الأنثروبولوجيا والتاريخ والاقتصاد وعلوم الاجتماع، كما أنه يرتكز على الفكرة التطورية/النشوئية عند الرجوع للمنشأ التاريخي للمتع بأنواعها، وهو ارتكاز تم انتقاده من قبل القراء الذين لديهم انتقادات بخصوص نظرية التطور.

## الفصول
- الفصل الأول (متع لنا)
- الفصل الثاني (الغذاء:بقاء،متعة، سلطة وكبت)
- الفصل الثالث (متعة تربية الأطفال)
- الفصل الرابع (متعة التعاون، الاستهلاك، التنافس)
- الفصل الخامس (الجنس:التناسل، التسلية، الاستهلاك)
- الفصل السادس ( توازنات المتعة واختلالها)

## عن المؤلف
شارل كونريخ Charles Kornreich طبيب نفسي في المستشفى الجامعي برغمان Brugmann ومفكر وباحث، لديه اهتمام بالغ بعلم النفس النشوئي، له العديد من المؤلفات شارك في تأليف العديد من المقالات العلمية في دوريات دولية متخصصة في مجال الإدمان. يتميز كونريخ بالنزعة الأدبية التي يعبر بها عن أدق التفاصيل العلمية.